# Tesco (külkereskedelmi vállalat)
A TESCO Nemzetközi Műszaki Tudományos Együttműködési Iroda egy 1962-ben alapított magyar külkereskedelmi vállalat volt. (Nincs semmiféle összefüggése az angol eredetű TESCO kiskereskedelmi lánccal.) 
Székhelye Budapest V. kerületében a Hold (akkoriban Rosenberg házaspár) utca 21. alatt volt. 
Jogutódja a TESCO Consulting Kft.

## Története
1962-ben alapította a Külkereskedelmi Minisztérium. Neve az angol nyelvű "Technical and Scientific Cooperation" kifejezésből származik. Abban az időszakban az egyes külkereskedelmi vállalatok lényegében monopolhelyzetben voltak a profiljukat tekintve. A TESCO fő feladata a kormányközi tudományos és technikai együttműködés koordinálása volt. Ennek keretében főként magyar szakemberek (orvosok, mérnökök, agrármérnökök) külföldi (gyakran fejlődő országbeli) kiküldését szervezte és bonyolította. Másik oldalról szervezte és támogatta külföldről jövő szakemberek magyarországi képzését is. A vállalat tevékenysége később kibővült  magyar cégek harmadik világbeli kapcsolatainak szervezésével.  Az 1980-as évek végére tevékenysége 57 fejlődő országra terjedt ki. 
Jogutódja a TESCO Consulting Kft. lett.

## Az egykori külkereskedelmi vállalat tevékenysége
Az egykori külkereskedelmi vállalat fontos tevékenysége 57 fejlődő országgal kapcsolatos  úgynevezett műszaki-tudományos együttműködési megállapodások (MTE) előkészítése és végrehajtása 
volt. 1990 előtt állandó MTE-képviseletek működtek az alábbi országokban: Algéria, Angola, Etiópia, Ghana, Irak, Jemen (Aden, majd Szána), Kína, Kuba, Líbia, Mozambik, Nigéria, Tanzánia.
A TESCO több évtizeden át szoros kapcsolatot tartott fenn olyan nemzetközi szervezetekkel:
Unido, FAO, UNDP, Nemzetközi Atomenergia Ügynökség, UNESCO, Világbank, Kuwait Fund, Arab Fund, stb.
A TESCO szervezte meg 8500 magasan képzett magyar szakembernek (köztük orvosok, mérnökök, egyetemi oktatók, tudományos kutatók) a  fejlődő világban való foglalkoztatását. A magyar szakemberek  fontos szerepet töltöttek be a fejlődő országokkal kapcsolatos műszaki-gazdasági kedvező országkép kiépítésében, elősegítve a magyar létesítmény- és berendezés exportot is.
A TESCO tevékenysége továbbá kiterjedt több mint 30 000 fejlődő-országbeli fiatalember középfokú és posztgraduális szakmai továbbképzésének megszervezése belföldön, többek között a mezőgazdaság, a vízügy, a haltenyésztés, a  geológia, az egészségügy, a bányászat és az építőipar területén.